# Biomass to X
Biomass to X, auch Bio-to-X (BtX), bezeichnet alle Technologien zur Umwandlung von Biomasse in Strom, Wärme oder andere oft besser speicherbare Energieträger. Die Biomassekonversion kann dabei thermisch-chemischer, biochemischer oder physikalisch-chemischer Natur sein. Zu den Produkten zählen neben Strom und Wärme unter anderem Wasserstoff, Biokraftstoffe und verschiedene Chemikalien.

## Allgemeines
Zum Erreichen einer nachhaltigen Energiewende wird eine Sektorenkopplung des Energie- mit dem Verkehrssektor und der Industrie benötigt. Biomasse ist ein erneuerbarer Rohstoff der u. a. in der Forst- und Landwirtschaft oder bei der Lebensmittelproduktion als Reststoff anfällt und dessen energetische Potential über verschiedene Biomassekonversionsrouten genutzt werden kann. Anders als bei PtX-Verfahren liegt die Biomasse bereits in stofflicher Form vor. Dadurch sind effiziente Konversionen auch speicherbare stoffliche Energieträger wie Wasserstoff möglich. BtX umfasst meist mehrstufige Prozesse, in denen zunächst durch die Biomassekonversion ein Zwischenprodukt wie Biogas, Syngas oder Ethanol hergestellt wird. An diese Stufe schließt sich ein Aufbereitungsschritt wie zum Beispiel die Dampfreformierung im Falle der Wasserstoffproduktion aus Biogas an.